# 博比·刘易斯
罗伯特·富兰克林·刘易斯（英語：Robert Franklin Lewis，1945年3月20日—），美国NBA联盟前职业篮球运动员。他在1967年的NBA选秀中第4轮第39顺位被旧金山勇士选中。